# Deerfield (Nuevo Hampshire)
Deerfield es un pueblo ubicado en el condado de Rockingham en el estado estadounidense de Nuevo Hampshire. En el Censo de 2010 tenía una población de 4.280 habitantes y una densidad poblacional de 31,65 personas por km².

## Geografía
Deerfield se encuentra ubicado en las coordenadas 43°8′11″N 71°15′18″O / 43.13639, -71.25500. Según la Oficina del Censo de los Estados Unidos, Deerfield tiene una superficie total de 135.22 km², de la cual 131.8 km² corresponden a tierra firme y (2.53%) 3.42 km² es agua.

## Demografía
Según el censo de 2010, había 4.280 personas residiendo en Deerfield. La densidad de población era de 31,65 hab./km². De los 4.280 habitantes, Deerfield estaba compuesto por el 98.06% blancos, el 0.23% eran afroamericanos, el 0.09% eran amerindios, el 0.33% eran asiáticos, el 0% eran isleños del Pacífico, el 0.21% eran de otras razas y el 1.07% pertenecían a dos o más razas. Del total de la población el 0.58% eran hispanos o latinos de cualquier raza.